# صفحه دریای سلیمان
صفحه دریای سلیمان (انگلیسی: Solomon Sea Plate) یک صفحه زمین‌ساختی فرعی در شمال غرب جزایر سلیمان در جنوب اقیانوس آرام است که محدوده آن تقریباً منطبق با دریای سلیمان در غرب پاپوا گینه نو‌ است.

## زمین‌ساخت
وضعیت زمین‌ساختی این بخش از زمین بسیار پیچیده بوده و شامل تعدادی صفحه زمین‌ساختی اصلی و فرعی است. صفحه دریای سلیمان دارای پوسته اقیانوسی است که در حال ناپدید شدن در دو منطقه فرورانش در مرزهای شمالی و جنوب غربی خود است. حاشیه جنوب شرقی آن در امتداد خیز وودلارک که یک منطقه فشردگی نامشخص است، در حال برخاستن بوده و احتمالاً یک گسل ترادیس مرز این صفحه با صفحه وودلارک را مشخص می سازد.
منطقه فرورانش شمالی در جایی است که صفحه سلیمان در جهت شمال غربی به زیر صفحه بیسمارک جنوبی و در جهت شمال شرقی به زیر صفحه اقیانوس آرام رانده می‌شود. بخش شمال غربی این منطقه فرورانش، منطقه فرورانش بریتانیای نو نام دارد. بریتانیای نو در پاپوآ گینه نو یک جزیره آتشفشانی است که بر اثر این برخورد و فعالیت‌های آتشفشانی پیامد آن تشکیل شده است. صفحه دریای سلیمان در منطقه فرورانش جنوب شرقی، به زیر صفحه هند-استرالیا رانده می‌شود.